# Queratomalácia
Queratomalácia ou ceratomalácia é uma doença ocular caracterizada pelo amolecimento da córnea, o que pode levar à perfuração do globo ocular. A doença é causada pela deficiência de vitamina A, a qual é necessária para a manutenção de epitélio especializado, como o existente na córnea e na conjuntiva.